# Ubú Imperator
Ubú Imperator es un cuadro pintado por Max Ernst en 1923. Este óleo sobre tela representa un Padre Ubú rojo en forma de peonza. Está conservada en el Museo nacional de Arte moderno, en París